# Unione di comuni lombarda Terre di Frontiera
L'unione di comuni lombarda "Terre di Frontiera" è stata una unione di comuni costituita dai comuni di Faloppio, Ronago e Uggiate Trevano, in provincia di Como, in Italia.
Nacque il 10 agosto 2002 con il nome di "unione di comuni Terre di frontiera" e con la partecipazione di un quarto comune, Bizzarone. L'attuale denominazione fu assunta nel 2010.
L'unione venne creata per la gestione di una vasta gamma di servizi in un territorio di circa 15 km², con una popolazione complessiva che nel 2004 era di poco inferiore agli 11.000 abitanti.
Rappresentava la seconda esperienza simile nell'ambito della provincia di Como, la prima per dimensioni, abitanti e servizi offerti.
Geograficamente il territorio dell'unione di comuni era situato a nord-ovest del capoluogo provinciale di Como, dal quale dista 15 km. Parte del territorio confinava a nord con la Svizzera, alla quale l'unione era collegata tramite tre valichi doganali.
Il 23 gennaio 2013 l'unione ha iniziato i lavori per valutare se esistessero le condizioni affinché potesse in futuro trasformarsi in un unico comune.
Nel 2022, Bizzarone è uscito dall'unione.
Il 1 gennaio 2024 l'unione è stata sciolta in seguito alla fusione tra due dei suoi comuni costituenti, Ronago e Uggiate Trevano nel nuovo comune di Uggiate con Ronago. 